# Bustos (Philippines)
Pour les articles homonymes, voir Bustos.
Bustos est une municipalité de la province de Bulacan, aux Philippines.